# Копанки (Калуський район)
Копа́нки — село в Україні, у Калуській міській громаді Калуського району Івано-Франківської області. Населення становить 2052 особи.

## Географія
Відстань до центру громади становить 11 км, що проходить автошляхом місцевого значення. Відстань до найближчої залізничної станції Калуш становить також 11 км.
У селі потік Сапогів впадає у річку Кропивник.

## Топоніми
До села належить також хутір Пняки, населений переважно переселенцями з Лемківщини, які називають його між собою «Бескиди».

### Вулиці
У Копанках нараховується понад 25 вулиць:
- Богдана Хмельницького
- Будівельників
- Василя Стефаника
- Церковна[5]
- Данила Галицького
- Довбуша
- Дорошенка
- Драгоманова
- Євшана
- Романа Шухевича
- Івана Франка
- Івасюка
- Княгині Ольги
- Коновальця
- Костіва
- Лесі Українки
- Михайла Грушевського
- Молодіжна
- Назарія Яремчука
- Романа Шухевича
- Сагайдачного
- Січових Стрільців
- Сонячна
- Степана Бандери
- Тараса Шевченка
- Чорновола
- Шептицького

## Населення

### Мова
Розподіл населення за рідною мовою за даними перепису 2001 року:
| Мова            | Кількість | Відсоток |
| --------------- | --------- | -------- |
| українська      | 2041      | 99.46%   |
| російська       | 8         | 0.39%    |
| інші/не вказали | 3         | 0.15%    |
| Усього          | 2052      | 100%     |

## Історія
Родючі землі долини Сівки оброблялися з давніх доісторичних часів. Утрата документів Галицького князівства не дозволяє засвідчити наявність села до XV століття У податковому реєстрі 1515 року документується 5 ланів (близько 125 га) оброблюваної землі та піп (отже, тоді вже була церква). Люстрація 1565 року наводить інформацію про 12 селянських господарств (ще 3 дворища порожні), імена та прізвища усіх господарів, а також детально описуються грошові, натуральні та трудові повинності. Був ще один загородник та піп. Кожен селянин повинен був щороку привезти по дві штуки дерева на будову галицького замку те ще сплатити 13 податків і виконати трудові повинності. Проти непосильного гніту повстали жителі села в 1648 році, за що були жорстоко покарані після відходу Хмельницького.
У 1880 році було 999 мешканців у селі та 33 на території фільварку (більшість  — греко-католики, крім 120 римо-католиків). Були церква (відносилась до парафії у Мостищі) та філія школи.
Село (як і вся Галичина) дуже потерпіло від російської окупації 1914—1915 років Австрійська армія конфіскувала в серпні 1916 року у копанківській церкві 5 дзвонів діаметром 78, 39, 31, 30, 29 см, вагою 235, 30, 15, 15, 12 кг. Після війни польська влада отримала від Австрії компенсацію за дзвони, але громаді села грошей не перерахувала. 60 мешканців села брали участь у першій світовій війні у військових підрозділах австрійського війська.
У роки польської окупації відмовою від української школи зганьбив себе тодішній сільський війт.
У 1939 році у Копанках мешкало 1660 осіб (1490 українців-греко-католиків, 90 українців-римокатоликів, 10 поляків і 70 німців та інших національностей), а в присілку Копанки Колонія — 270 мешканців (10 українців, 240 поляків і 20 німців та інших національностей). Село належало до ґміни Томашівці Калуського повіту Станиславівського воєводства.
Після приєднання до СРСР село включене до Войнилівського району. Хруні-комуністи втекли з села в 1941 році разом з радянськими окупантами.
Майже все село — 350 хат (залишилося лише 18) — було пограбовано і спалено поляками 11—16 квітня 1944 року, вбито 16 жителів. Життя решти врятувало прибуття окружної боївки (23 бійці) та повітової (13 бійців), відбито 8 возів з награбованим, та й селяни з косами і сокирами гнали поляків. Однак повстанці змушені були відступити через прибуття нових сил поляків з мадярами, яких зрештою розбила прибула сотня «Ясміна». Вбито 40 поляків і 2 мадяри, крім того кільканадцять поляків потонуло в річці Сівка, ще якась кількість виловлена селянами в навколишніх селах
У 1949 році селян загнали до колгоспу «Сталінський шлях». 14 жовтня 1949 року рішенням Калуського райвиконкому № 287 на північній околиці міста Калуш при дорозі на Копанки створено аеродром, під який відведено 12,96 га земель одноосібних господарств. Указом Президії Верховної Ради УРСР 21 лютого 1950 року село передане до Калуського району.
В селі мешкав герой Небесної сотні Дмитрів Ігор.

## Релігія
Назва церкви — святого Архистратига Михайла згадується у реєстрі духовенства, церков і монастирів Львівської єпархії 1708 року. У протоколах генеральних візитацій Львівсько-Галицько-Камянецької єпархії 1740—1755 років церква описується як дерев'яна, давня, парох — Ян Витвицький, висвячений у 1733 році, 20 парафіян-господарів. Церква святого Архистратига Михайла (храмове свято 21 листопада), збудована 1890 року, — також згоріла під час каральної акції 1944 року. Натомість у селі збудовано та освячено наприкінці 1990-х років два храми: один належить до ПЦУ, а другий — УГКЦ.

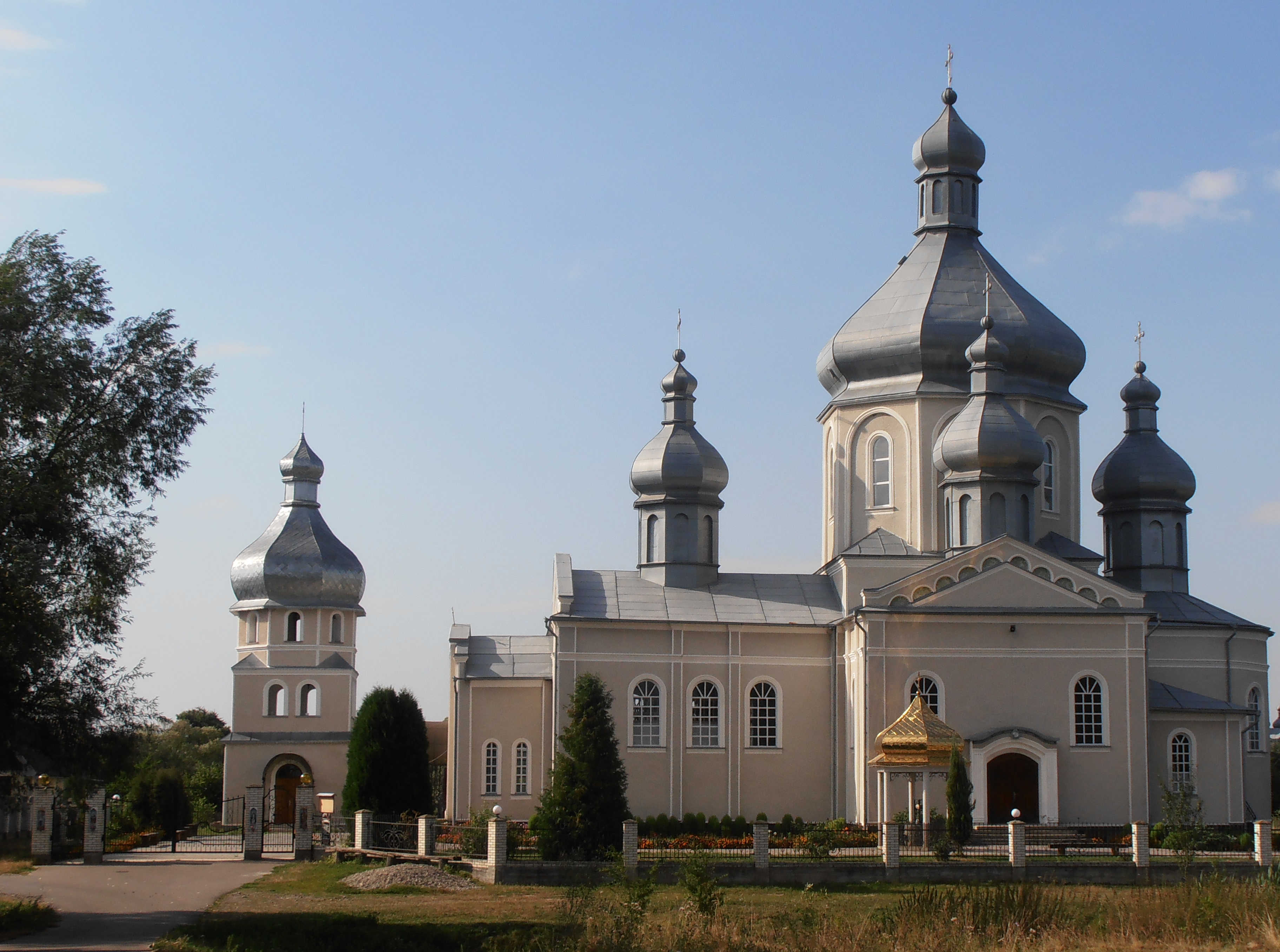
Храм Архистратига Михаїла
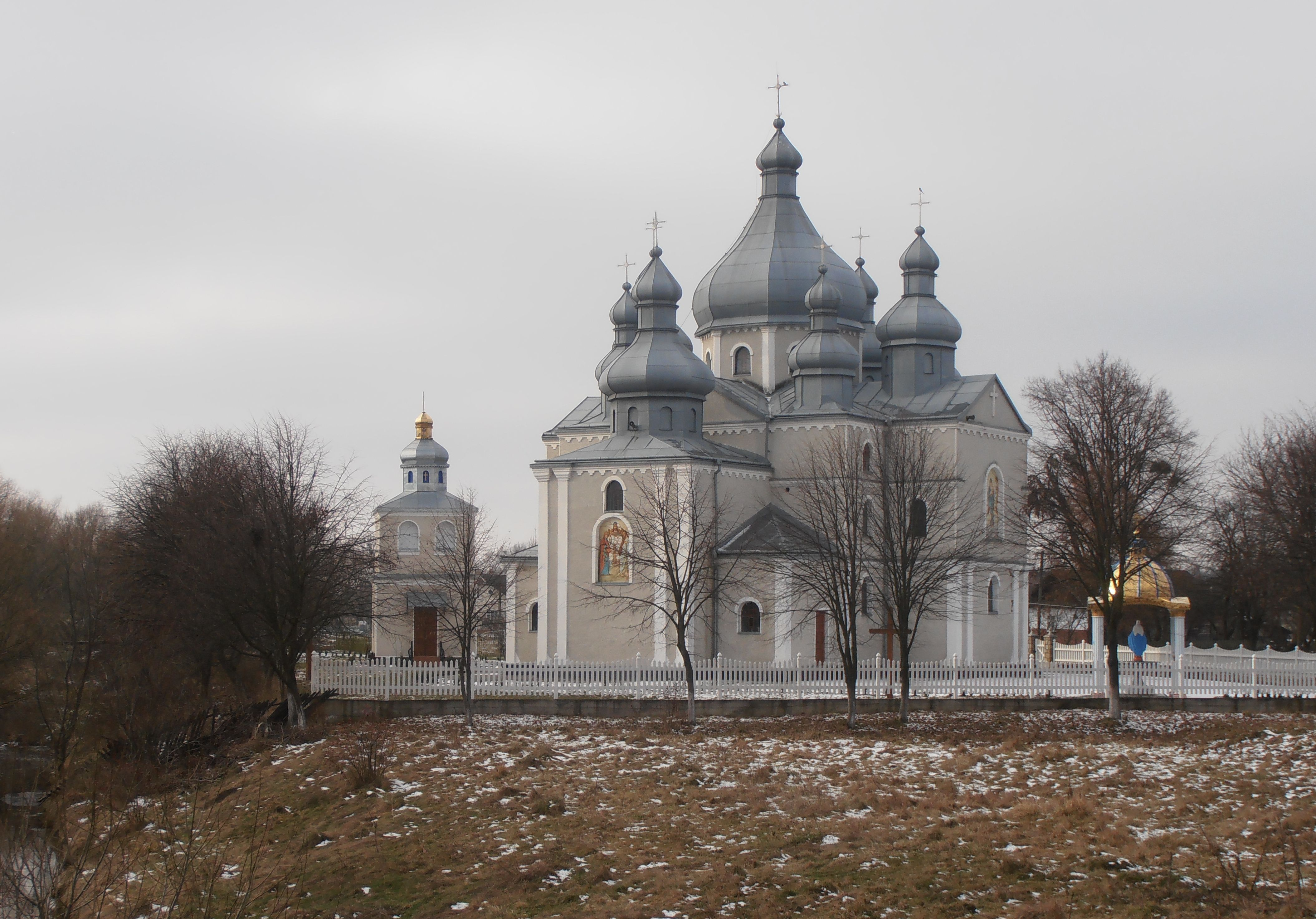
Греко-католицька церква

## Соціальна сфера
- Народний дім;
- Амбулаторія[22][23];
- Копанківська ЗОШ І—II ступенів на 330 учнівських місць[24];
- Дитячий садок[25];
- 687 домогосподарств, 2093 мешканці.

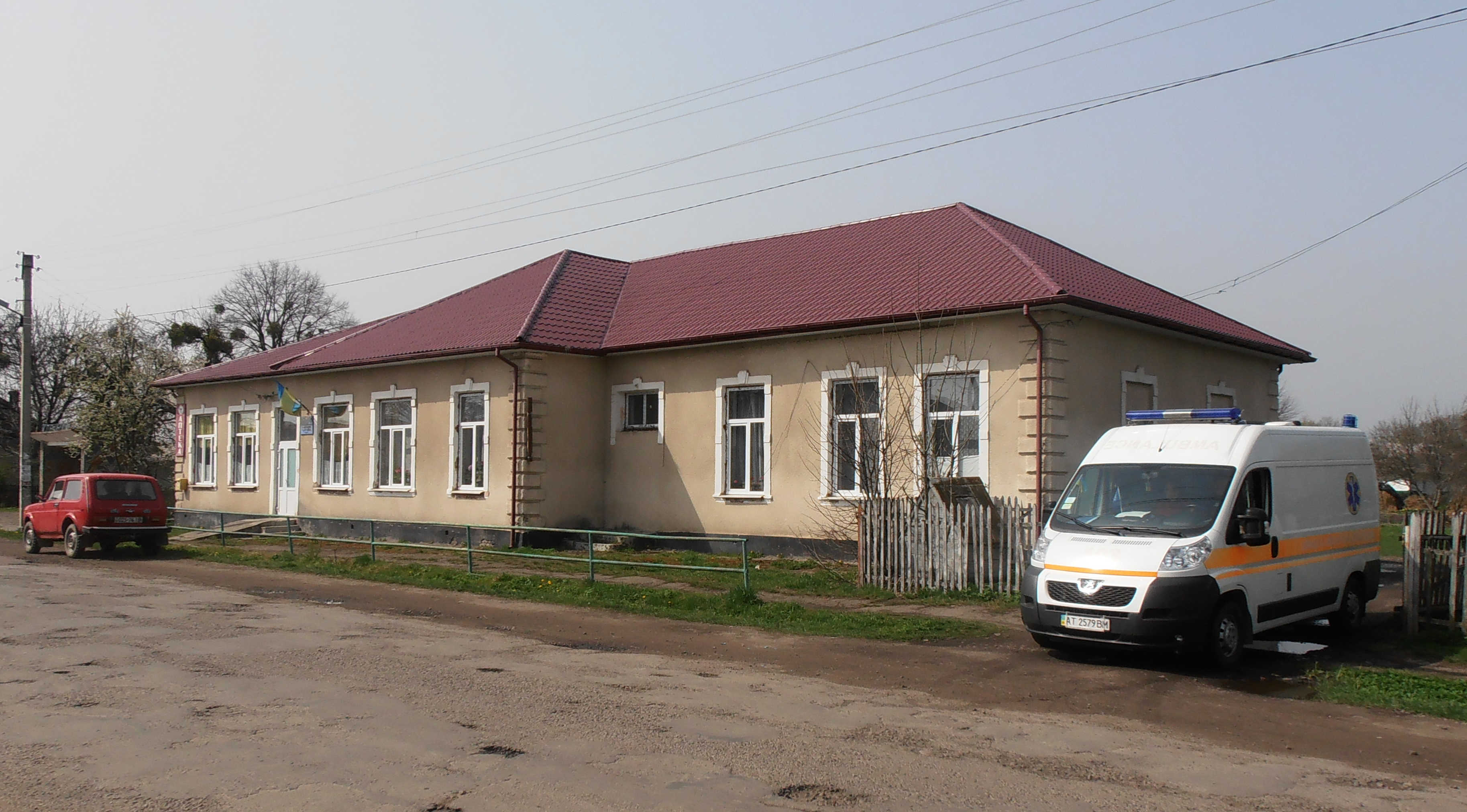
Амбулаторія
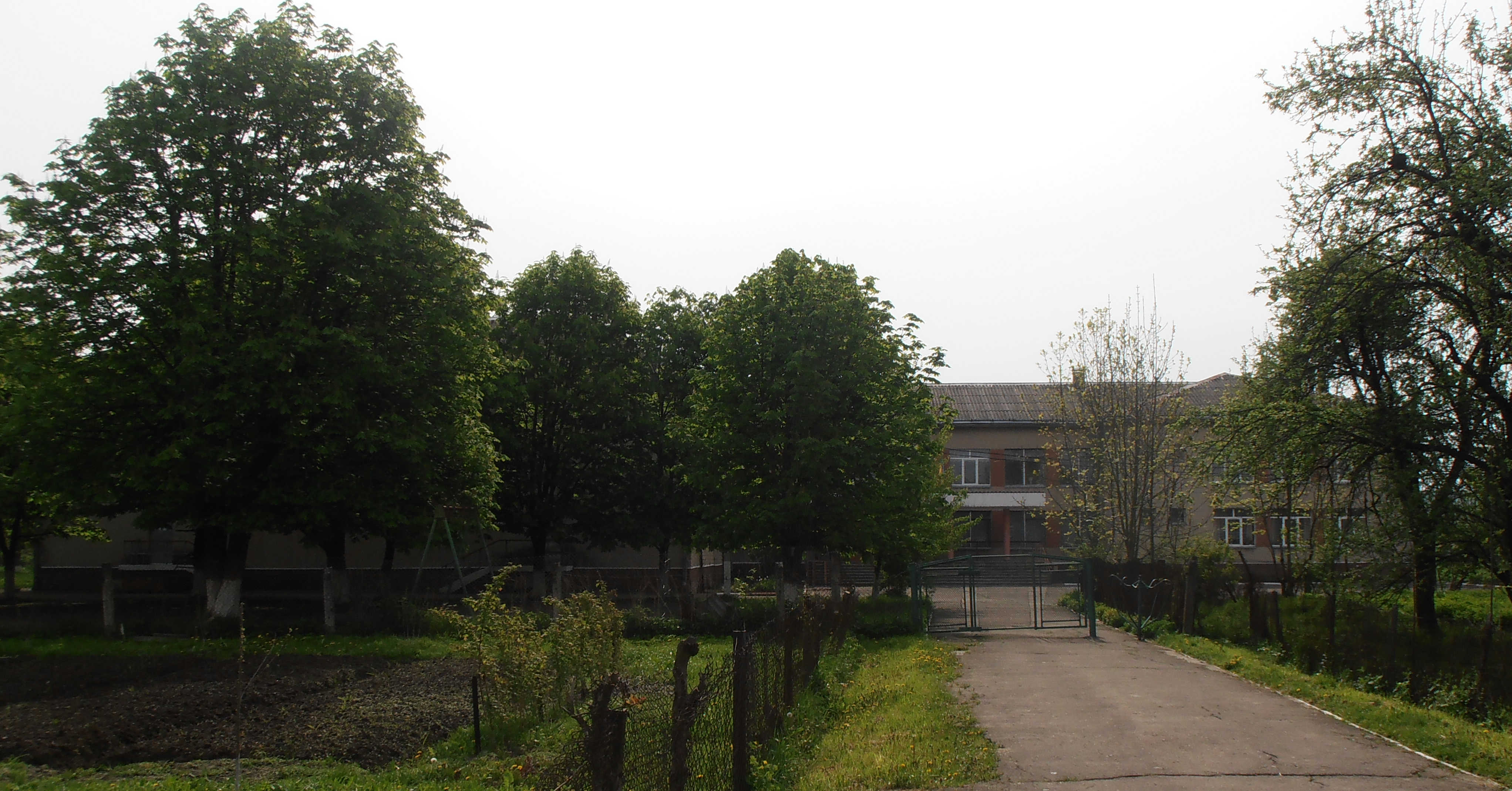
Копанківська ЗОШ
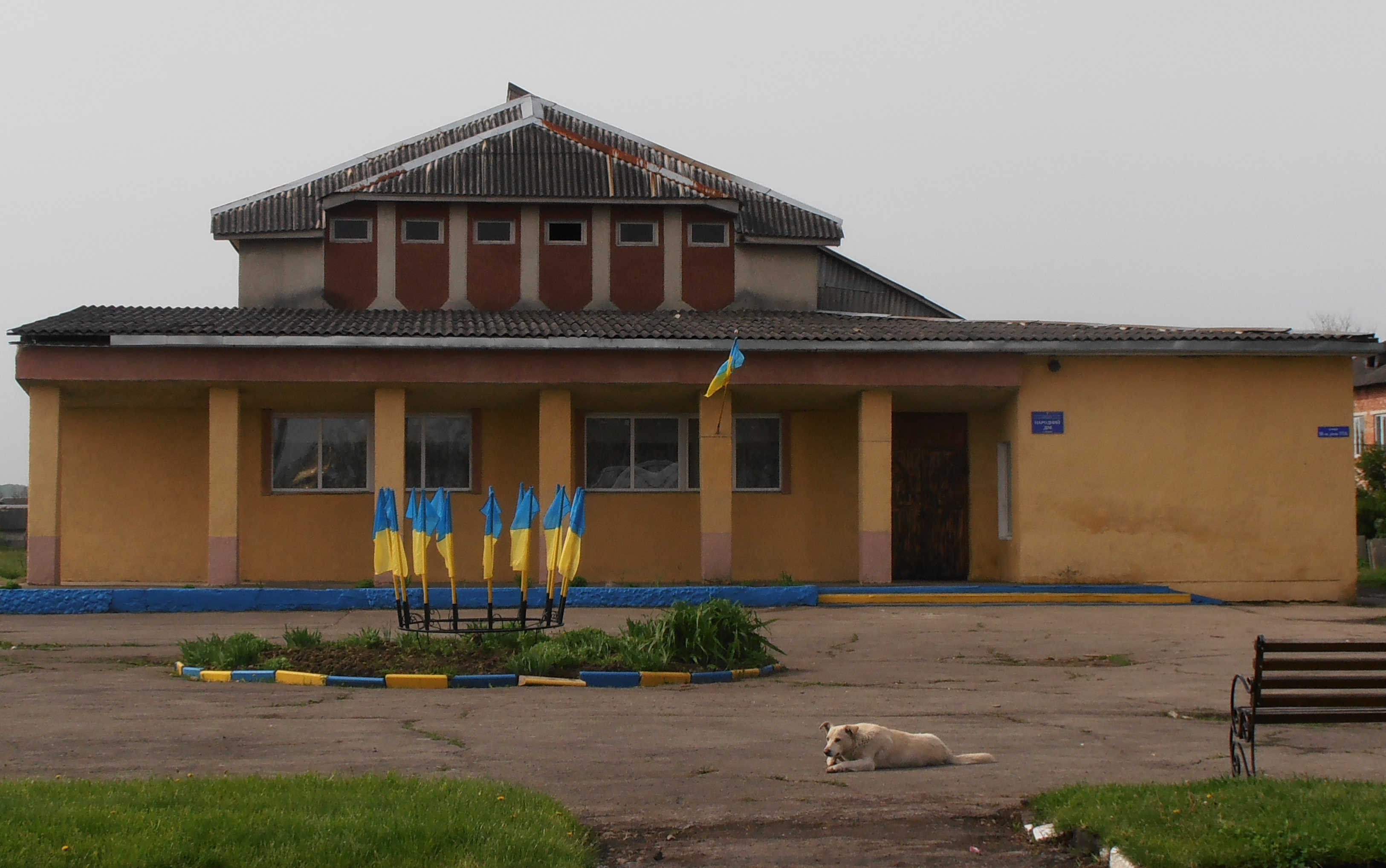
Народний дім
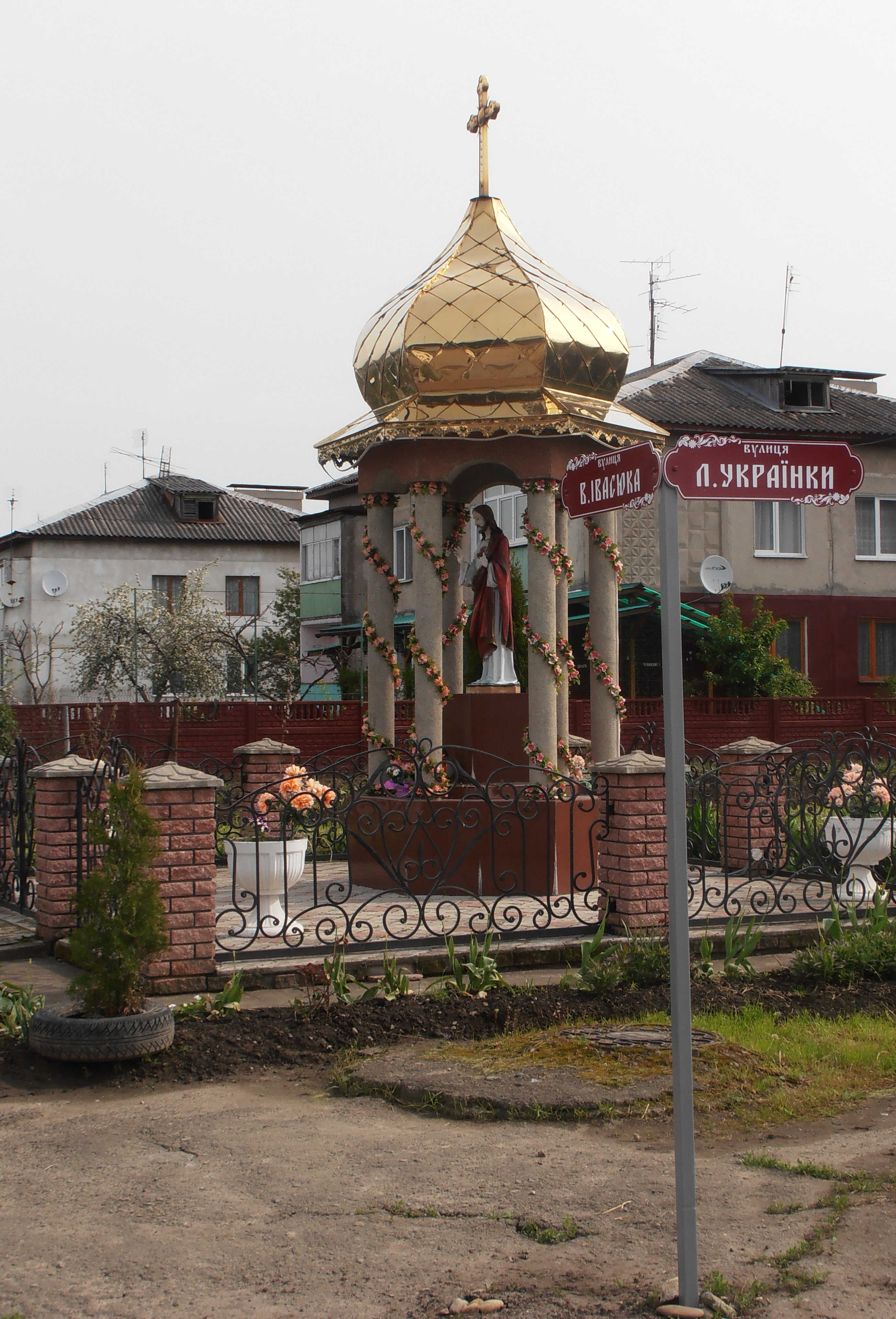
Вказівники вулиць
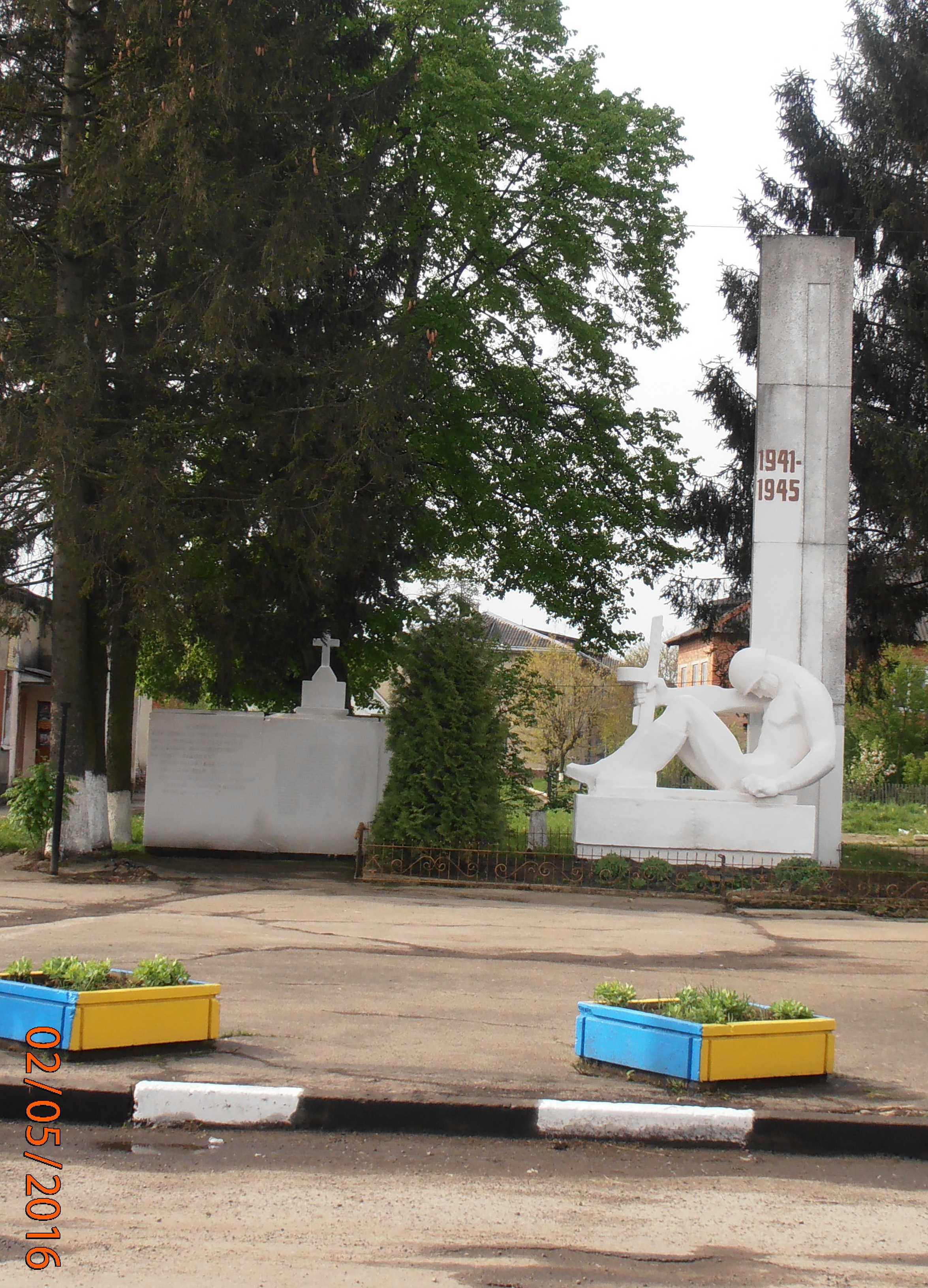
Меморіал землякам полеглим у другій світовій війні
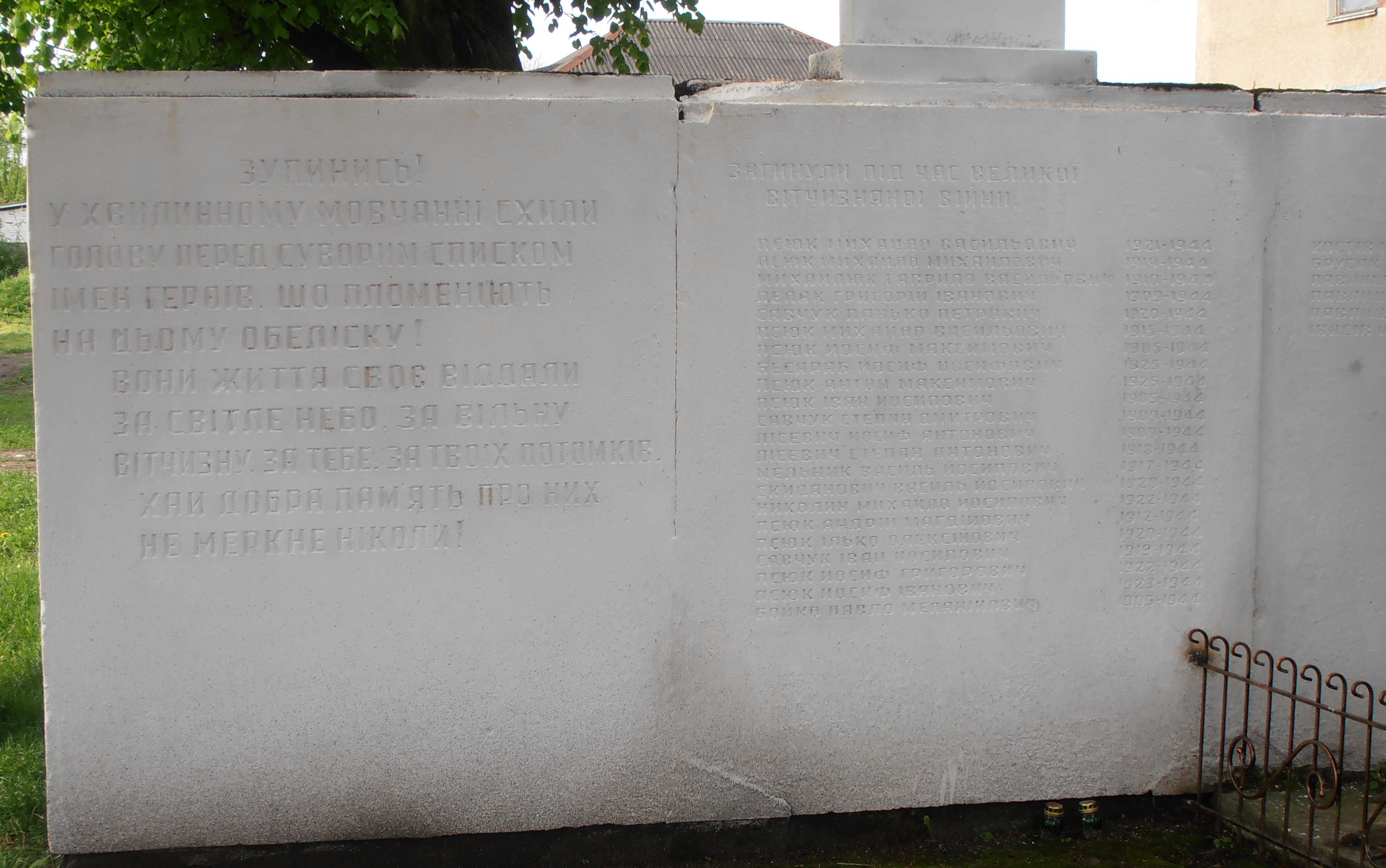
Фрагмент монументу
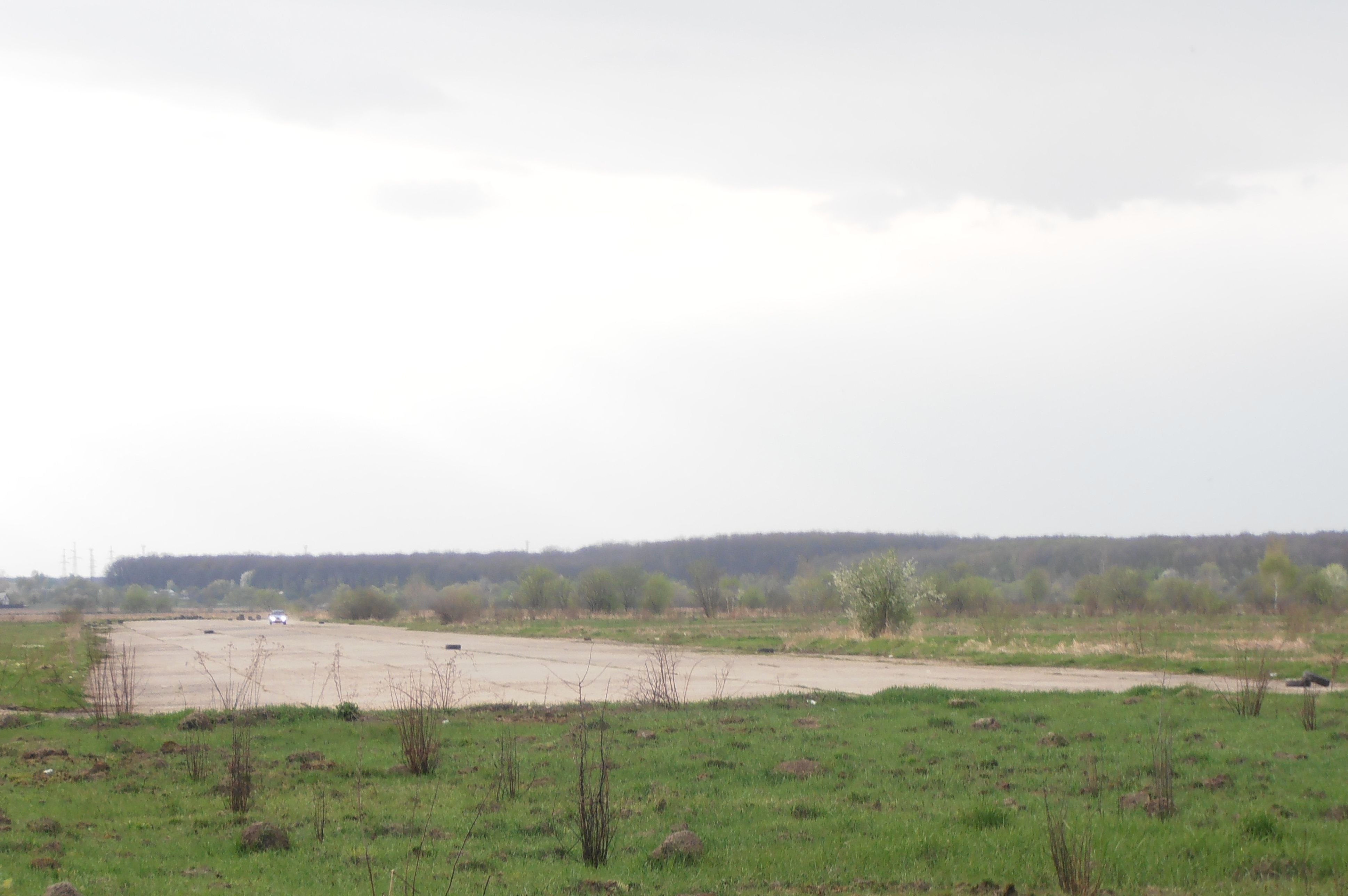
Аеродром

## Виробництво
У 1970-х роках був збудований радгосп-комбінат «Прикарпатський» для розведення свиней, який до кінця XX століття був розкрадений. Напівзруйновані приміщення викупила «Даноша» — українська сільськогосподарська компанія, яка належить данським інвесторам та була створена в червні 2004 року в селі Копанки. «Даноша» була однією з перших компаній в Україні, які займалися вирощуванням добре розвинених свиней з високим показником росту, чудовою конверсією корму та високим відсотком народжуваності поросят на базі генетичного матеріалу з Данії. Виробничі приміщення (стайні) побудовані на основі технологій, найкращих з можливих (англ. Best Available Technology), які дозволяють поєднувати дуже високий рівень благополуччя тварин та хороші й безпечні умови роботи. Усі свиноматки «Даноші» утримуються в групах відповідно до Європейських стандартів, запроваджених у 2013 році. Компанія орендувала землі в селян, через що зникли необроблювані ділянки.
10 вересня 2013 року компанія (одне з найбільших свиногосподарств в Україні станом на 2013 рік) ввела в експлуатацію біогазовий завод.
У 2015 році «Даноша» увійшла до трійки найпотужніших виробників свинини в Україні.

## Пам'ятки
- На схід від села розташована ботанічна пам'ятка природи місцевого значення Копанки[28].

## Меморіали, пам'ятники
- Меморіал землякам полеглим у другій світовій війні, встановлений на початку 1970-х років у центральній частині села[29]. 2022 року, за ініціативи старости села та за кошти громади копанчани самотужки повністю реконструювали всі елементи пам'ятного меморіалу. І свою роботу присвятили воїнам Збройних Сил України[30].